# Rundfunkjahr 2006

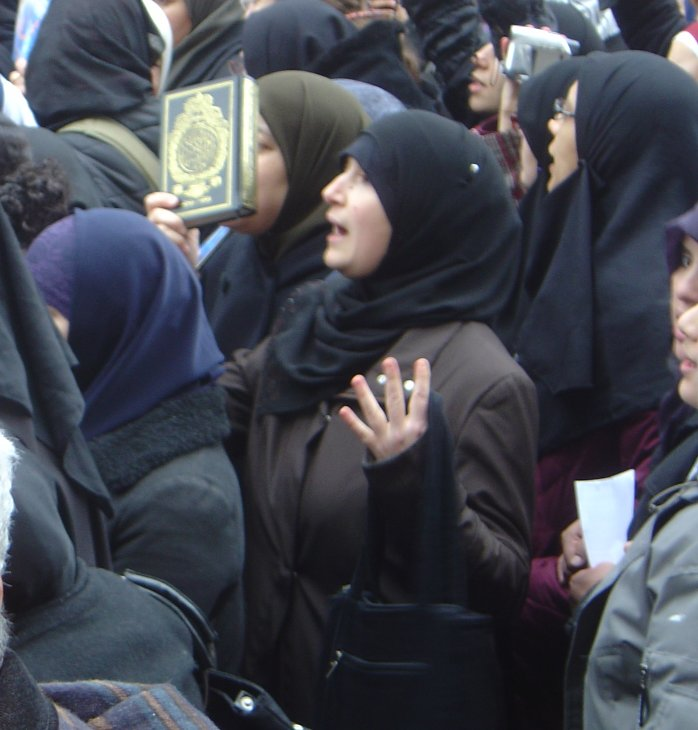
2006: Karikaturen, die den Religionsstifter Mohammed darstellen, lösen Demonstrationen und heftige Debatten um die Grenzen der Meinungsfreiheit aus

Liste der Rundfunkjahre

◄◄ | ◄ | 2002 | 2003 | 2004 | 2005 | Rundfunkjahr 2006 | 2007 | 2008 | 2009 | 2010 | ► | ►►

Weitere Ereignisse

## Allgemein
- Die in der dänischen Zeitung Jyllands-Posten unter dem Titel Das Gesicht Mohammeds (Muhammeds ansigt) veröffentlichten Karikaturen lösen in der islamischen Welt heftige Proteste bis hin zu Mordaufrufen gegen die Urheber aus.
- 18. Mai – Der ORF-Journalist Armin Wolf erhält den mit 7200 Euro dotierten Robert-Hochner-Preis. Bei seiner Dankesrede kritisiert er scharf die „hemmungslose“ Einflussnahme der schwarz-blauen Bundesregierung auf den ORF, besonders auf die politische Berichterstattung.[1]
- 18. August – Alexander Wrabetz wird im ORF-Stiftungsrat zum neuen Generaldirektor des ORF gewählt[2].
- 18. September – Aufgrund der Regierungs- und Vertrauenskrise in Ungarn wird das Hauptgebäude des ungarischen Fernsehens MTV in Budapest kurzfristig von regierungskritischen Demonstranten besetzt.
- 7. Oktober – Die russische Journalistin Anna Stepanowna Politkowskaja wird in Moskau ermordet.
- 9. Oktober – Google übernimmt das Internet-Videoportal YouTube für 1,31 Milliarden Euro.
- 26. Oktober – Der ORF beginnt mit der Ausstrahlung in DVB-T.[3]

## Hörfunk
- 27. April – Unter dem Motto Zündfunk retten! protestieren Hörer und Prominente wie Elfriede Jelinek, Heribert Prantl und Sandra Maischberger gegen eine Einstellung der auf Bayern 2 ausgestrahlten Jugendsendung Zündfunk.
- 3. Mai – Die US-Hörfunkstation Deep Tracks strahlt die erste Folge der von Bob Dylan gestalteten und präsentierten Reihe Theme Time Radio Hour aus.
- 3. Oktober – Die Ö1-Reihe Hörbilder feiert ihren 25. Geburtstag.[4]
- 15. Oktober – Auf Radio Wien wird die erste Folge der Radioshow Trost und Rat mit Willi Resetarits ausgestrahlt.
- 27. Oktober – Michaela Melián erhält für ihr Hörspiel Föhrenwald den Hörspielpreis der Kriegsblinden.[5]

## Fernsehen

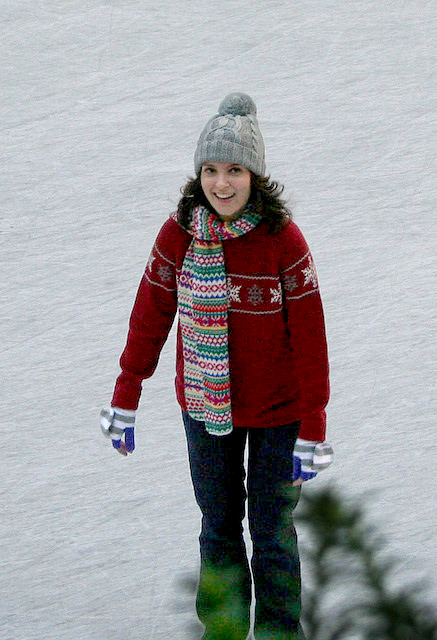
2006: Tina Fey ist in der – teilweise autobiographischen Sitcom 30 Rock zu sehen

- 5. Januar – Die ehemalige MTV-Moderatorin Charlotte Roche moderiert zum ersten Mal eine Ausgabe der ARTE-Sendung Tracks [6].
- 16. Januar – bei den 63. Golden Globe Awards werden die Serien Lost und Desperate Housewives ausgezeichnet.
- 14. März – Das Erste beginnt mit der Ausstrahlung der ersten von drei Staffeln der Vorabendserie Türkisch für Anfänger, die sich in humorvoller Weise mit den alltäglichen Problemen einer deutsch-türkischen Patchworkfamilie auseinandersetzt.
- 22. März – Auf KI.KA ist erstmals Pitt & Kantrop zu sehen.
- 18. April – Kabel eins startet mit Quiz Taxi.
- 3. Mai – MTV Central strahlt die erste Folge der umstrittenen Serie Popetown aus.
- 20. Mai – Die Liveübertragung der Ziehung der Lottozahlen auf BBC One wird von Aktivisten der Organisation Fathers 4 Justice gestürmt, worauf die Sendung abgebrochen wird.
- 30. Juli – Auf BBC Two wird nach 42-jähriger Laufzeit die letzte Folge von Top of the Pops ausgestrahlt.
- 1. August – Der Musiksender MTV feiert weltweit seinen 25. Geburtstag.
- 2. August – kabel eins beginnt mit der deutschsprachigen Erstausstrahlung der Serie Ghost Whisperer.
- 3. August – Auf MTV Central wird die letzte Folge von Sarah Kuttner – Die Show ausgestrahlt.
- 31. August – Ulrich Wickert moderiert zum letzten Mal die ARD-Sendung Tagesthemen.
- 31. August – Der Schweizer Privatsender 3 Plus TV nimmt seinen Betrieb auf.
- 4. September – ATV strahlt als erste deutschsprachige Anstalt die US-amerikanische Fernsehserie Joey aus
- 12. September – ABC strahlt die erste Folge von Men in Trees aus.
- 16. September – Auf ProSieben und ORF 1 ist die US-amerikanische Fernsehserie Alle hassen Chris im deutschsprachigen TV erstmals zu sehen.
- 27. September – Das ursprünglich für die Ausstrahlung zur Hauptsendezeit vorgesehene vom WDR produzierte Fernsehdrama Wut wird wegen seines äußerst heiklen Inhalts (durch türkischstämmige Deutsche ausgeübte Jugendgewalt) von Mittwoch auf Freitag in den Spätabend verschoben, was in der Öffentlichkeit für besonderes Aufsehen sorgt.
- 11. Oktober – Auf NBC ist die erste Folge der Tina Fey entworfenen Sitcom 30 Rock zu sehen. Die Episoden, die sich um die Produktion der fiktiven Fernsehsendung The Girlie Show drehen, werfen einen liebvoll-satirischen Blick auf die Hintergründe des Showbiz.
- 30. Oktober – Auf dem Bezahlsender Sat.1 Comedy ist die erste Folge der Niels Ruf Show zu sehen.
- 27. November – Sendestart des Spartenkanals RTL Crime.
- 13. Dezember – Das französischsprachige belgische Fernsehen strahlt die Mockumentary Bye Bye Belgium aus, die über die angeblich erfolgte Unabhängigkeitserklärung des flämischen Teils von Belgien berichtet. Tausende Zuseher in Belgien halten sie jedoch für „echt“ und rufen den Sender an.

## Gestorben

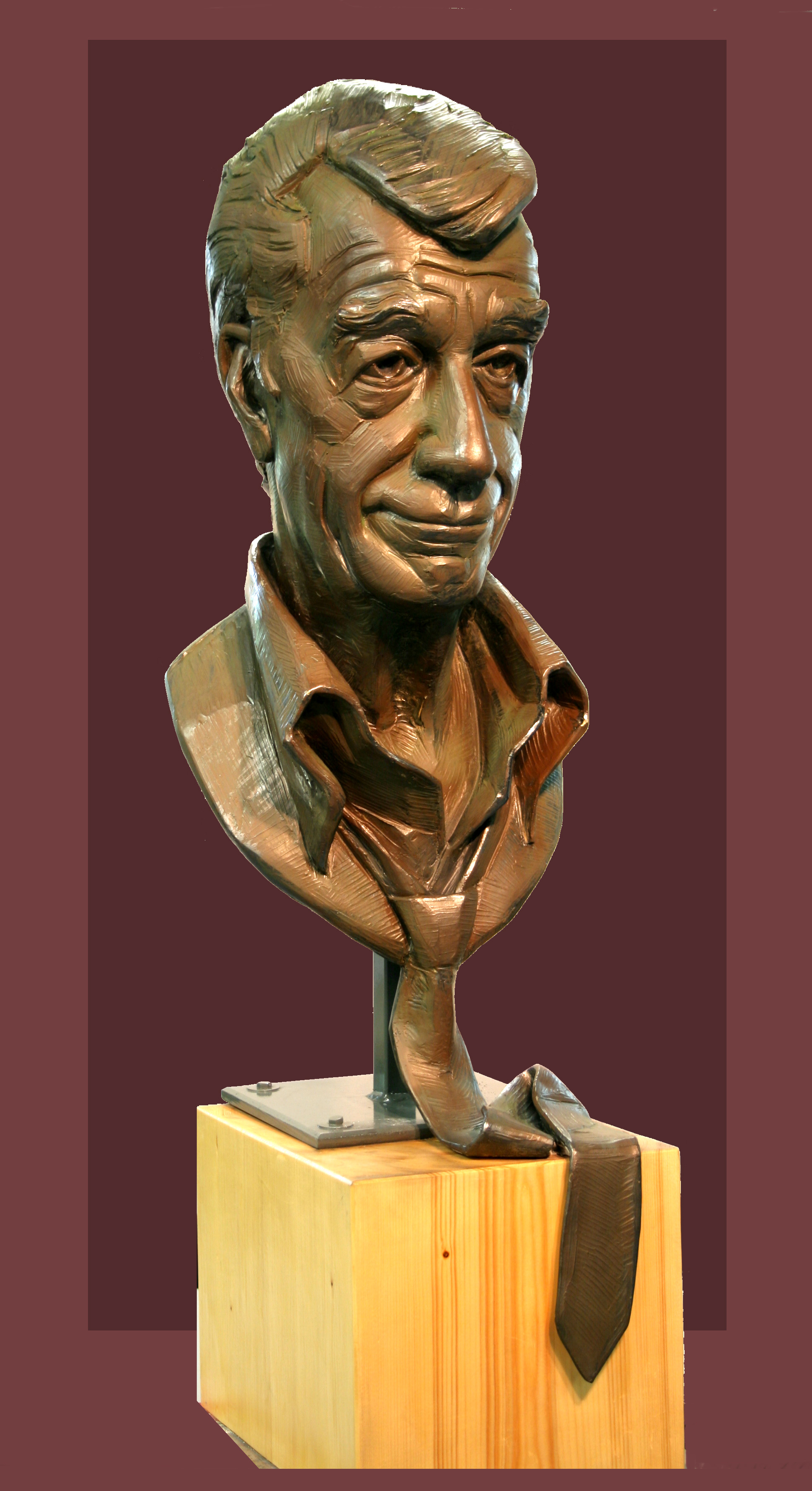
2006: Der deutsch-niederländische Showmaster und Schauspieler Rudi Carrell stirbt

- 8. Februar – Ernst Grabbe, deutscher Schauspieler, stirbt 79-jährig in Hamburg. Er war vor allem durch die zahlreichen Fernsehübertragungen aus dem Hamburger Ohnsorg-Theater bekannt.
- 1. März – Annette von Aretin, im Jahr 1954 erste Fernsehansagerin beim BR, im gesamten deutschsprachigen Raum als Mitglied des Rateteams der Quizsendung Was bin ich? bekannt, stirbt 85-jährig in München.
- 2. Mai – Hugo Kirnbauer, österreichischer Rundfunkpionier, Publizist und Radiomoderator (Die technische Rundschau, 1955–1997) stirbt 87-jährig in Linz, Oberösterreich.
- 14. Mai – Günther Nenning, österreichischer Journalist und Gastgeber des Club 2 stirbt 84-jährig in Waidring, Tirol.
- 3. Juli – Hans Bierbrauer, deutscher Zeichner, Karikaturist und Maler, stirbt 84-jährig in Eutin, Schleswig-Holstein. Bierbrauer wurde als „Schnellzeichner Oskar“ in der TV-Reihe Dalli Dalli (1971–1986) bekannt.
- 7. Juli – Rudi Carrell, niederländisch-deutscher Showmaster (Am laufenden Band, Herzblatt) und Schauspieler stirbt 71-jährig in Bremen.
- 25. Juli – Elisabeth Volkmann, deutsche Schauspielerin, Komikerin und Synchronsprecherin (deutsche Stimme der Zeichentrickfigur Marge Simpson) stirbt 70-jährig in München.
- 21. August – Klaus Höhne, deutscher Schauspieler, Hörspiel- und Synchronsprecher stirbt 79-jährig in Murnau am Staffelsee. Er wurde u. a. als Tatortkommissar Konrad in den 1970er Jahren bekannt.
- 3. September – Annemarie Wendl, deutsche Schauspielerin stirbt 91-jährig bei München. Wendl wurde vor allem durch die Verkörperung der Figur der Hausmeisterin Else Kling in der Fernsehserie Lindenstraße bekannt.
- 4. September – Steve Irwin, australischer Dokumentarfilmer und Tierschutzaktivist stirbt 44-jährig vor der Küste von Port Douglas.
- 15. September – Mäni Weber, schweizerischer Fernsehmoderator (Dopplet oder nüt) stirbt 71-jährig in Luzern.
- 10. November – Der deutsche Sportjournalist Willy Knupp stirbt 70-jährig in Köln.